# Zile de dragoste
Zile de dragoste (titlul original: în italiană Giorni d'amore) este un film italian de comedie amară, realizat în 1954 de regizorul Giuseppe De Santis, având protagoniști pe Marcello Mastroianni și Marina Vlady. Când a interpretat rolul Angelei din acest film, Marina Vlady avea doar 16 ani, dar era deja la al patrusprezecelea film al ei.

## Conținut
Pasquale și Angela sunt copiii a două familii de țărani care au pământurile vecine și sunt bine văzuți în sătucul lor și evident că sunt săraci. Se iubesc și doresc să se căsătorească, dar pentru aceasta e nevoie de mulți, foarte mulți bani: pentru verighete, băuturi răcoritoare, 
straie de nuntă și toate celelalte, așa că nunta se amână tot mereu pe anul următor. În sfârșit, taurul trebuie odată luat de coarne, așa că cele două familii decid ca cei doi îndrăgostiți să fugă, înscenându-se o răpire și astfel să se salveze puținii bani puși de-o parte pentru nuntă.

## Distribuție
- Marcello Mastroianni – Pasquale Droppio
- Marina Vlady – Angela Cafalla
- Santina Tucci – Teresa
- Angelina Longobardi – Concetta
- Dora Scarpetta – Nunziata, sora lui Angela
- Fernando Jacovolta – Adolfo, fratele lui Angela
- Giulio Calì – bunicul Pietro
- Renato Chiantoni – Francesco, unchiul lui Angela
- Pina Gallini – bunica Filomena
- Lucien Gallas – Oreste
- Angelina Chiusano – mama lui Pasquale
- Franco Avallone – Leopoldo, fratele lui Pasquale
- Santina Tucci – sora lui Pasquale
- Cosimo Poerio – bunicul Onorato
- Pietro Tordi – don Vito, preotul
- Gabriele Tinti – Gino
- Gildo Bocci – șeful de post
- Maria Pia Giordani – Pupetta
- Ughetto Bertucci – vânzătorul de stofe

## Premii
- 1955 Scoica de Aur (Concha de Oro) la festivalul de la San Sebastian pentru filmul Zile de dragoste
- 1955 Nastro d'Argento: cel mai bun actor în rol principal pentru Marcello Mastroianni